# 瑪利亞·維林斯卡
瑪利亞·奧歷山德里芙娜·維林斯卡（羅馬化：Mariia Oleksandrivna Vilinska；1833年12月22日—1907年8月10日），筆名瑪爾柯·沃夫喬克（羅馬化：Marko Vovchok），是一個烏克蘭女作家。

## 生平
維林斯卡在1833年12月22日出生於俄羅斯帝國奥廖尔州，一位軍官和貴婦人的家中。當她七歲時，父親逝世。之後由阿姨將她扶養長大，送去哈爾科夫讀書，最後回到了奧寥爾。1851年，她搬到了烏克蘭與馬爾科維奇·歐潘納奇·伐斯爾維奇（Маркевич Опанас Васильович，一位民族學家，是聖西里爾與聖美多德兄弟會的一員）結為連理。直到1858年，她住在切爾尼戈夫、基輔以及涅米羅夫，協助她的丈夫進行民族學的研究，並且學習烏克蘭語和當地的文化。在1857年她寫了一本書，名叫《民間故事》（Народних оповідань），並且馬上獲得了烏克蘭文學界的讚賞。接著由塔拉斯·舍甫琴科和潘特萊蒙·庫里斯將其翻譯成俄語，並由伊萬·屠格涅夫編輯，出版了烏克蘭民族故事（Ukrainskie narodnye rasskazy, 1859）。在1859年短暫的待在聖彼得堡後，她搬到了歐洲，接連住在德國、法國、義大利以及瑞士。1867年到1878年，她再次住在聖彼得堡，由於禁止說烏克蘭語，她翻譯和撰寫俄語雜誌，並用俄語寫了《生之魂》（Живая душа，1868）、《講師的筆記》（Записки причетника，1870）、《在荒野之中》（B Глуши，1875）和一些小說。從1878年，她搬去了北高加索，1885年到1893年待在基輔省，繼續她在烏克蘭民族學的工作。在1900年代初期，她恢復了與烏克蘭發行人的聯絡。
在費奧多爾·陀思妥耶夫斯基的日記中，寫了一篇有關瑪利亞·維林斯卡的故事，瑪莎（Маша）的文章。
除了寫小說和故事之外，她也翻譯法語至俄語和烏克蘭語，其中也包含了儒勒·凡尔纳的作品。
她離世於1907年8月10日在納爾奇克，俄羅斯帝國。

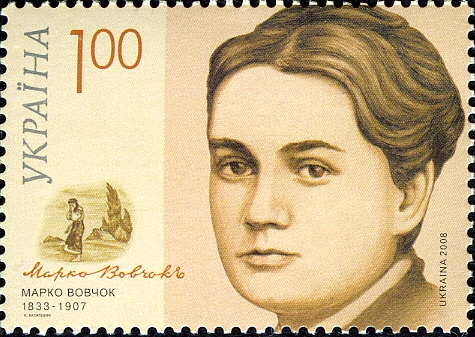
烏克蘭發行的瑪爾科·沃夫喬克紀念郵票

## 外部連結
- Marko Vovchok的作品  - 古騰堡計劃
- 互联网档案馆中瑪利亞·維林斯卡的作品或与之相关的作品

1. ↑  Martha Bohachevsky-Chomiak.
2. ↑  . . 1896–1918  [13 December 2009]. （原始内容存档于2020-06-29） （俄语）.